# Seiko Matsuda
Seiko Matsuda (jap. 松田聖子 Matsuda Seiko; ur. 10 marca 1962 w Kurume w prefekturze Fukuoka) – japońska wokalistka popowa. Jej prawdziwe imię brzmi Noriko Kamachi (jap. 蒲池法子 Kamachi Noriko). Zapoczątkowała podgatunek muzyki pop, zwany obecnie J-popem (japońska odmiana popu).

## Single
1. [1980.04.01] Hadashi no Kisetsu (裸足の季節)
2. [1980.07.01] Aoi Sangoshou (青い珊瑚礁)
3. [1980.10.01] Kaze wa Aki Iro (風は秋色)
4. [1981.01.21] Cherry Blossom (チェリーブラッサム)
5. [1981.04.21] Natsu no Tobira (夏の扉)
6. [1981.07.21] Shiroi Parasol (白いパラソル)
7. [1981.10.07] Kazetachi Nu (風立ちぬ)
8. [1982.01.21] Akai Sweet Pea (赤いスイートピー)
9. [1982.04.21] Nagisa no Balcony (渚のバルコニー)
10. [1982.07.21] Komugi Iro no Mermaid (小麦色のマーメイド)
11. [1982.10.21] Nobara no Etude (野ばらのエチュード)
12. [1983.02.03] Himitsu no Hanazono (秘密の花園)
13. [1983.04.27] Tengoku no Kiss (天国のキッス)
14. [1982.08.01] Glass no Ringo / SWEET MEMORIES (ガラスの林檎)
15. [1983.10.28] Hitomi wa Diamond (瞳はダイアモンド)
16. [1984.02.01] Rock’n Rouge
17. [1984.05.10] Jikan no Kuni no Alice (時間の国のアリス)
18. [1984.08.01] Pink no Mozart (ピンクのモーツァルト)
19. [1984.11.01] Heart no Earring (ハートのイアリング)
20. [1985.01.30] Tenshi no Wink (天使のウィンク)
21. [1985.05.09] Boy no Kisetsu (ボーイの季節)
22. [1985.06.24] DANCING SHOES
23. [1987.04.22] Strawberry Time
24. [1987.11.06] Pearl-White Eve
25. [1988.04.14] Marakech (Marakech～マラケッシュ～)
26. [1988.09.07] Tabidachi wa Freesia (旅立ちはフリージア)
27. [1989.11.15] Precious Heart
28. [1990.04.30] All the way to Heaven
29. [1990.07.15] THE RIGHT COMBINATION
30. [1990.10.01] who’s that boy
31. [1990.11.21] We Are Love
32. [1992.02.05] Kitto, Mata Mukaeru... (きっと、また逢える…)
33. [1992.08.01] Anata no Subete ni Naritai (あなたのすべてになりたい)
34. [1993.04.21] Taisetsu na Anata (大切なあなた)
35. [1993.05.21] A Touch of Destiny
36. [1993.11.10] Kakowareta, Aijing (かこわれて、愛jing)
37. [1994.05.11] Mou Ichido, Hajime Kara (もう一度、初めから)
38. [1994.12.01] Kagayaita Kisetsu he Tabidatou (輝いた季節へ旅立とう)
39. [1995.04.21] Suteki ni, Once again (素敵にOnce Again)
40. [1996.04.22] Anata ni Aitakute ~Missing You~ (あなたに逢いたくて～Missing you～)
41. [1996.04.24] Let’s Talk About It
42. [1996.05.17] I’ll Be There For You
43. [1996.11.18] Sayonara no Shunkan (さよならの瞬間)
44. [1996.12.10] Good For You
45. [1997.04.23] Watashi Dake no Tenshi ~Angel~ (私だけの天使～Angel～)
46. [1997.12.03] Gone with the rain
47. [1998.06.17] Koisuru Omoi ~Fall in love~ (恋する想い～Fall in love～)
48. [1998.11.26] Touch the LOVE
49. [1999.10.27] Kanashimi no Boat (哀しみのボート)
50. [2000.05.17] 20th Party
51. [2000.06.07] Shanghai Love Song (上海ラブソング)
52. [2000.06.14] Unseasonable Shore
53. [2000.09.27] True Love Story (Matsuda Seiko with Go Hiromi)
54. [2000.11.29] The Sound of Fire
55. [2001.06.20] Anata Shika Mienai (あなたしか見えない)
56. [2001.11.14] Ai Ai ~100% Pure Love~ (愛愛(～100%♥Pure Love～))
57. [2002.04.20] All to You
58. [2002.06.05] Suteki na Ashita (素敵な明日)
59. [2002.12.17] Just For Tonight
60. [2003.06.04] Call me
61. [2004.05.26] Aitai (逢いたい)
62. [2004.07.07] Smile on me
63. [2005.02.02] Eien Sae Kanjita Yoru (永遠さえ感じた夜)
64. [2005.08.24] I’ll fall in love
65. [2005.09.21] Shiawase na Kimochi (しあわせな気持ち)
66. [2006.04.26] bless you
67. [2006.05.24] We Are
68. [2007.05.23] Namida ga Tada Koboreru Dake (涙がただこぼれるだけ)
69. [2007.08.01] Manatsu no Yoru no Yume (真夏の夜の夢) (Matsuda Seiko x Fujii Takashi)
70. [2007.11.21] Christmas no Yoru (クリスマスの夜)
71. [2008.03.19] Hanabira Mau Kisetsu ni (花びら舞う季節に)
72. [2008.06.25] Love Is All
73. [2008.10.22] Ano Kagayaita Kisetsu (あの輝いた季節)
74. [2010.04.21] Idol Mitai ni Utawasete (アイドルみたいに歌わせて)
75. [2010.05.05] Ikutsu no Yoake o Kazoetara (いくつの夜明けを数えたら)
76. [2011.11.23] Tokubetsu na Koibito (特別な恋人)
77. [2012.05.02] Namida no Shizuku (涙のしずく)
78. [2013.05.22] LuLu!!
79. [2013.10.30] Yume ga Samete (夢がさめて)
80. [2014.05.21] I Love You!! ~Anata no Hohoemi ni~ (I Love You!! ~あなたの微笑み~)
81. [2015.10.28] Eien no Motto Hate Made / Wakusei ni Naritai (永遠のもっと果てまで/惑星になりたい)
82. [2016.09.27] Bara no Yoni Saite Sakura no Yoni Chitte (薔薇のように咲いて桜のように散って)

## Albumy
1. [1980.08.01] SQUALL
2. [1980.12.02] North Wind
3. [1981.05.21] Silhouette
4. [1981.10.21] Kazetachi Nu (風立ちぬ)
5. [1982.05.21] Pineapple
6. [1982.11.10] Candy
7. [1983.06.01] Utopia (ユートピア)
8. [1983.12.10] Canary
9. [1984.06.10] Tinker Bell
10. [1984.12.08] Windy Shadow
11. [1985.06.05] The 9th Wave
12. [1985.08.15] Sound Of My Heart
13. [1986.06.01] SUPREME
14. [1987.05.16] Strawberry Time
15. [1988.05.11] Citron
16. [1989.05.21] Goya...Uta de Tsuzuru Shougai (ゴヤ…歌でつづる生涯)
17. [1989.12.06] Precious Moment
18. [1990.06.07] SEIKO
19. [1990.12.10] We Are Love
20. [1991.05.02] Eternal
21. [1992.03.25] 1992 Nouvelle Vague
22. [1992.12.02] Sweet Memories '93
23. [1993.05.21] DIAMOND EXPRESSION
24. [1993.11.21] A Time for Love
25. [1994.06.12] Glorious Revolution
26. [1995.05.21] It’s Style '95
27. [1996.05.27] Vanity Fair
28. [1996.05.14] Was It The Future
29. [1996.12.05] Guardian Angel
30. [1997.05.21] My Story
31. [1997.12.03] Sweetest Time
32. [1998.05.08] Forever
33. [1999.10.06] SEIKO MATSUDA: RE-MIXES
34. [1999.12.18] Eien no Shoujo (永遠の少女)
35. [2000.06.28] Seiko Matsuda: 20th Party
36. [2000.09.27] Matsuda Seiko seiko remixes 2000
37. [2001.06.20] LOVE&EMOTION VOL.1
38. [2001.11.28] LOVE&EMOTION VOL.2
39. [2002.06.21] area62
40. [2004.06.09] Sunshine
41. [2005.04.06] fairy
42. [2005.12.07] Under the beautiful stars
43. [2006.05.31] bless you
44. [2006.12.06] Eternal: II (Mini Cover Album)
45. [2007.06.06] Baby’s breath
46. [2008.05.21] My Pure Melody
47. [2010.05.26] My Prelude
48. [2011.06.01] Cherish
49. [2012.06.06] Very Very
50. [2013.06.05] A Girl in the Wonder Land
51. [2014.06.04] Dream & Fantasy
52. [2015.06.10] Bibbidi-Bobbidi-Boo
53. [2016.06.08] Shining Star